# Daniel Marois
Daniel Marois (* 3. Oktober 1968 in Montréal, Québec) ist ein ehemaliger kanadischer Eishockeyspieler, der im Verlauf seiner aktiven Karriere zwischen 1984 und 2005 unter anderem 350 Spiele für die Toronto Maple Leafs, New York Islanders, Boston Bruins und Dallas Stars in der National Hockey League auf der Position des rechten Flügelstürmers bestritten hat. In der DEL war er für die Adler Mannheim aktiv.

## Karriere
Der 1,86 m große Flügelstürmer begann seine Karriere bei verschiedenen Teams in der kanadischen Juniorenliga Ligue de hockey junior majeur du Québec, bevor er beim NHL Entry Draft 1987 als 28. in der zweiten Runde von den Toronto Maple Leafs ausgewählt (gedraftet) wurde.
Zunächst wurde der Rechtsschütze bei den Newmarket Saints, einem Farmteam der Maple Leafs, in der American Hockey League eingesetzt, seine ersten NHL-Spiele bestritt er in den Play-offs 1988. In den folgenden Jahren gehörte Marois zum Stammpersonal der Maple Leafs, wurde dann aber während der Saison 1991/92 zu den New York Islanders transferiert. Dort konnte er jedoch niemals richtig Fuß fassen, ebenso wenig wie bei seinen beiden weiteren NHL-Stationen, den Boston Bruins und Dallas Stars.
1997 wechselte der rechte Flügel in die Schweizer Nationalliga A zum SC Bern, mit denen er auf Anhieb Schweizer Meister werden konnte. Zur folgenden Saison verließ er das Team in Richtung Adler Mannheim (Deutschland), doch schon nach drei Monaten kehrte der Kanadier nach Bern zurück, da er es beim amtierenden deutschen Meister nicht schaffte, seine gewohnte Leistung abzurufen. Weitere Stationen bis zu Marois' Karriereende 2005 waren schließlich Ilves Tampere aus der finnischen SM-liiga, der HC Bozen aus der italienischen Serie A, die Schweizer Klubs Lausanne HC, HC Ambrì-Piotta, SC Rapperswil-Jona und SC Langenthal sowie die nordamerikanischen Franchises Saint John Flames und Dragons de Verdun.

### International
Für die kanadische Nationalmannschaft absolvierte Daniel Marois ein Spiel bei der Weltmeisterschaft 2001 und erzielte dabei einen Assist.

## Erfolge und Auszeichnungen
- 1997 Schweizer Meister mit dem SC Bern

## Karrierestatistik

### International
Vertrat Kanada bei:
- Weltmeisterschaft 2001

(Legende zur Spielerstatistik: Sp oder GP = absolvierte Spiele; T oder G = erzielte Tore; V oder A = erzielte Assists; Pkt oder Pts = erzielte Scorerpunkte; SM oder PIM = erhaltene Strafminuten; +/− = Plus/Minus-Bilanz; PP = erzielte Überzahltore; SH = erzielte Unterzahltore; GW = erzielte Siegtore; 1 Play-downs/Relegation; Kursiv: Statistik nicht vollständig)